# Horní maják Tallinn
Horní maják Tallinn (estonsky: Tallinna sihi ülemine tuletorn) stojí v Tallinnu v městské části Lasnamäe na styku ulic Pae a Petrburi tee v kraji Harjumaa ve Finském zálivu v Baltském moři v Estonsku. Maják je synchronizován s Dolním majákem Tallinn, od něhož je vzdálen 1,1 km na jihovýchod. Spolu navádí lodi, které připlouvají do Botnického zálivu a odplouvají z něj.
Maják je ve správě Estonského úřadu námořní dopravy (Veeteede Amet, EVA), veden pod registračním číslem 252.
Dne 19. listopadu 1999 byl zapsán do seznamu kulturních památek Estonska pod číslem 8791.

## Historie
První stavba majáku byla dřevěná postavená v roce 1835 ve tvaru osmiúhlé pyramidy. V roce 1896 byl nahrazen 40 m vysokou věží. Současně byly postaveny obytné a hospodářské budovy. Maják byl vybaven Fresnelovou čočkou druhého řádu, která byla vyrobena firmou Sautter Harle & Co. v Paříži. Maják měl do roku 1914 bílou dolní část a horní černou. V roce 1901 byl maják elektrifikován. V roce 1902 byla postavena acetylénovna. Ve dvacátých letech 20. století byly světelným zdrojem acetylénové lampy.
Generální oprava a rekonstrukce byla provedena v roce 1999. V roce 2010 byly instalovány LED svítilny.

## Popis
Válcová kamenná věž vysoká 40 metrů ukončená střešní římsou a ochozem s lucernou. Dvanáctiboká lucerna je krytá měděnou kopulí. Horní třetina majáku má černou barvu, dolní část je bílá.
Vymezený sektor světla navádí lodi na lodní trase mezi mělčinou Littegrund a ostrovem Aegna. Světlo je synchronizováno s Dolním majákem.
Součástí majáku je areál, ve kterém se nachází budova služebnictva, hospodářská budova, a sklep.

## Data
zdroj
- výška světla 80 m n. m.
- dosvit 12,6 námořních mil
- pět rychlých záblesků (0,3 s) bílého světla v intervalu 5 sekund
- sektor bílá: 139°–154° dosah 6 nm, 154°–163°30‘ s dosahem 12 nm, 163°30‘–187°30‘ dosah 6 nm

označení
- Admiralty: C3810.1
- ARLHS: EST-018
- NGA: 12800
- EVA 252

## Galerie

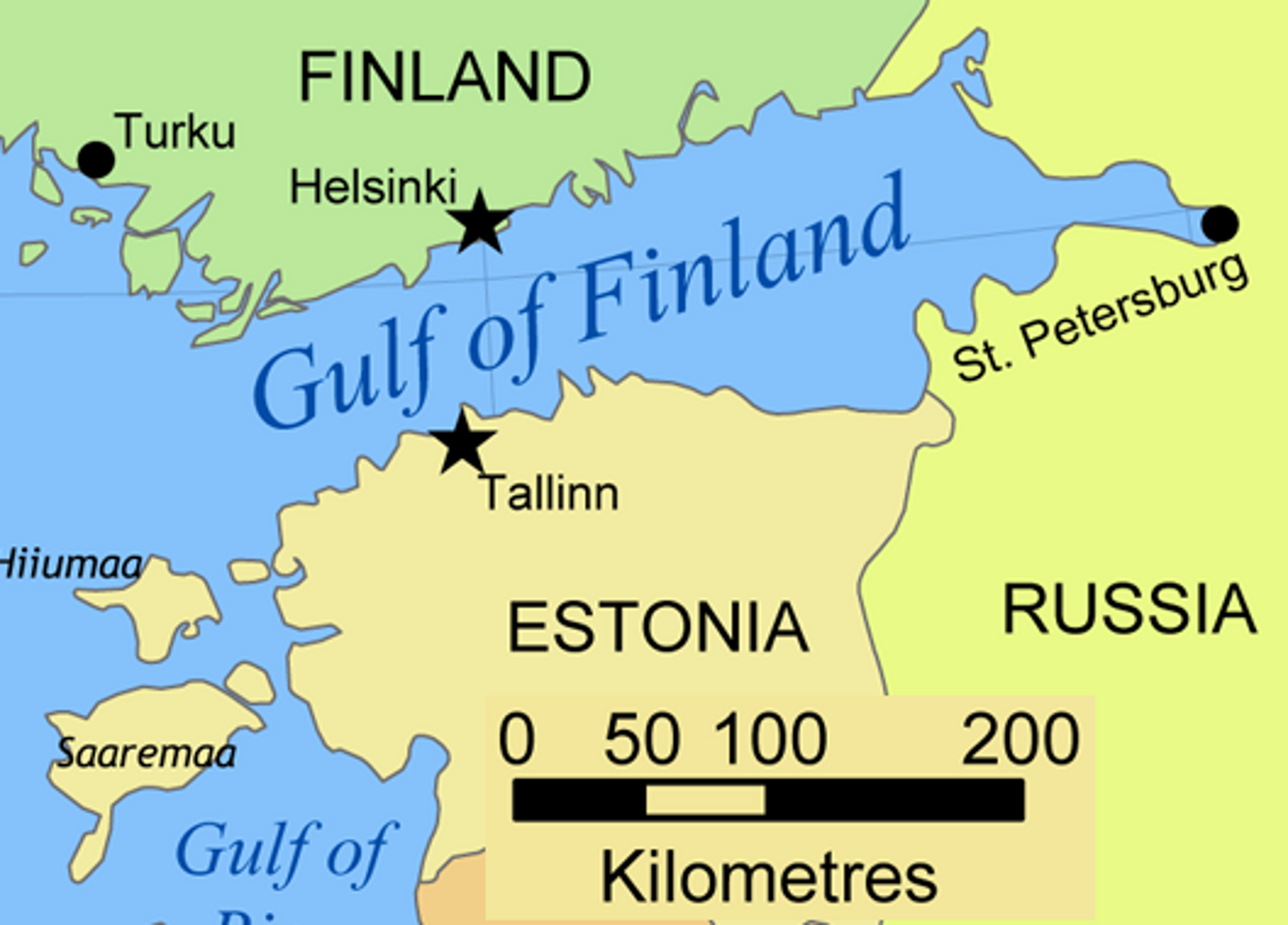
Finský záliv
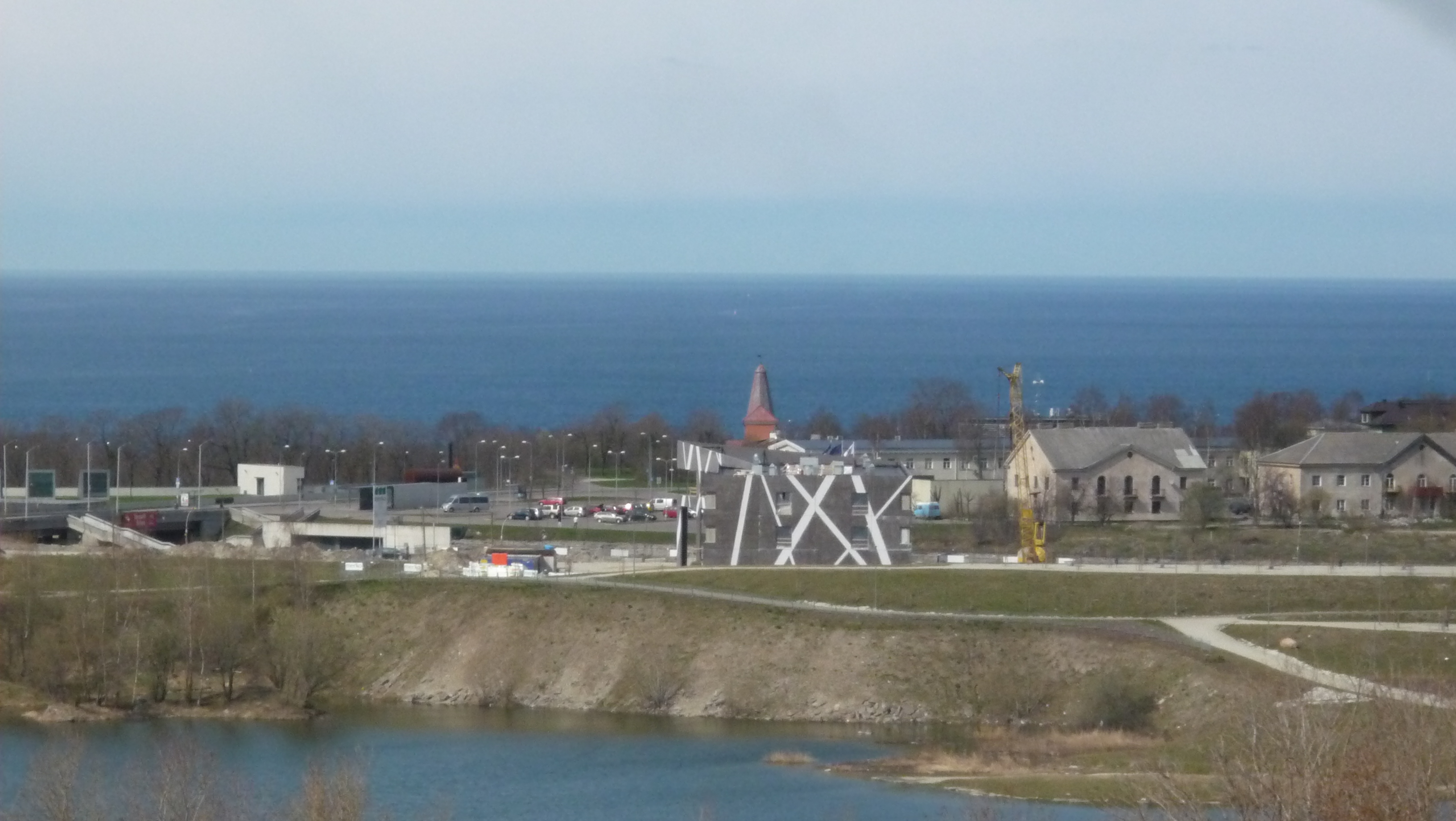
Pohled z Horního majáku na Dolní maják (červená věž)
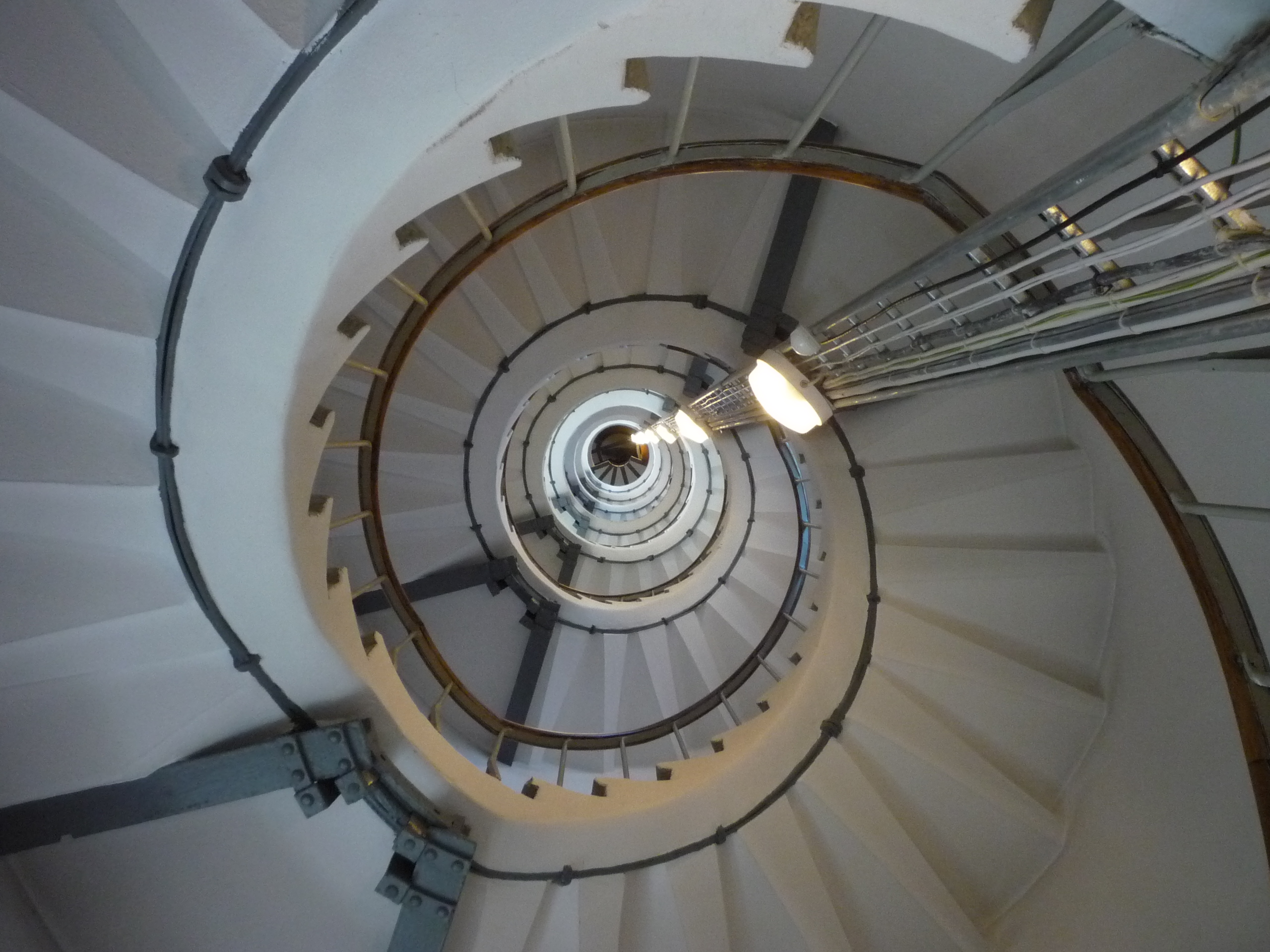
schodiště
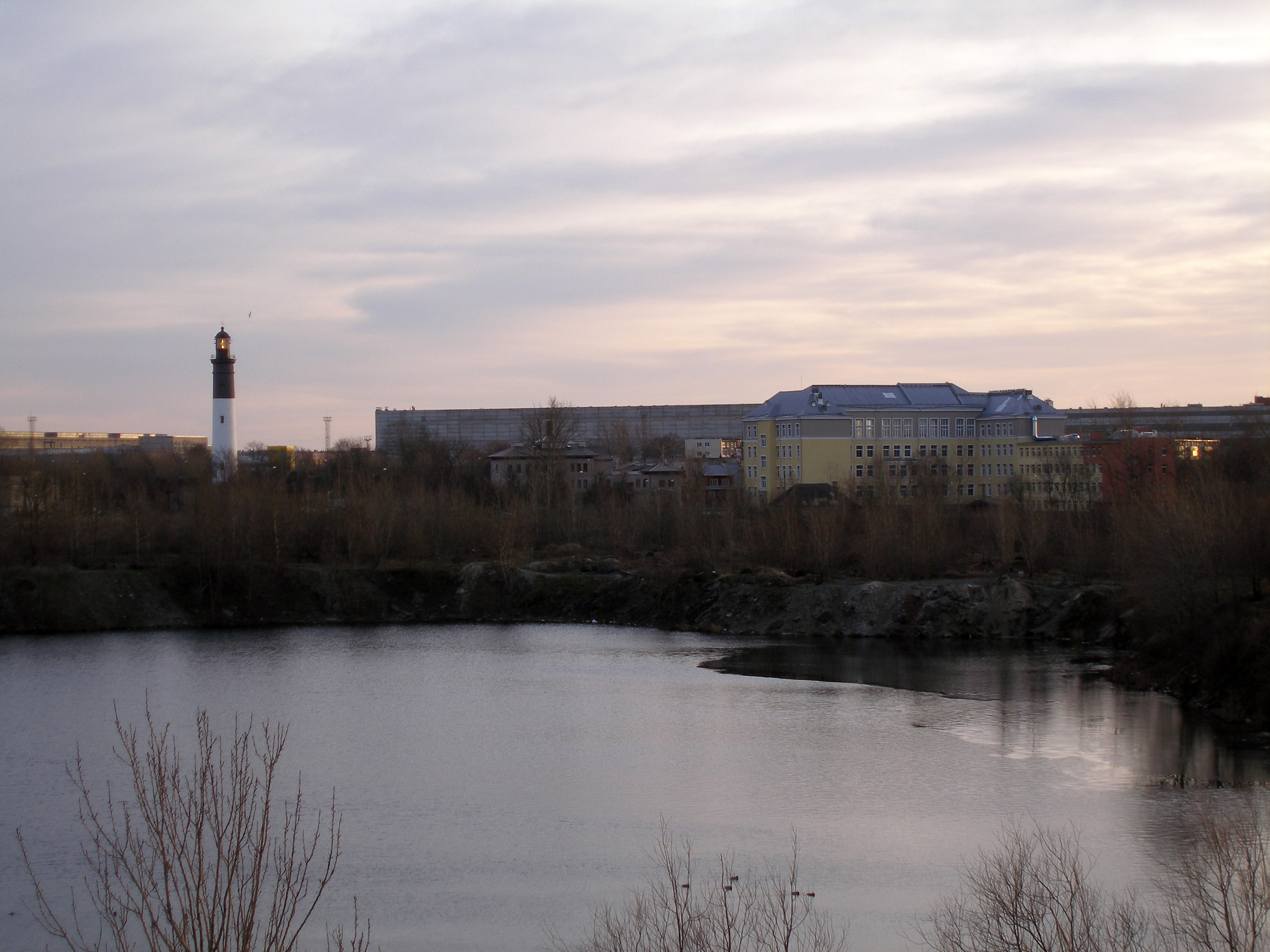
Horní maják